# Okręg wyborczy Sussex
Okręg wyborczy Sussex powstał w 1290 r. i wysyłał do angielskiej, a następnie brytyjskiej, Izby Gmin dwóch deputowanych. Okręg obejmował hrabstwo Sussex. Został zlikwidowany w 1832 r.

## Deputowani do brytyjskiej Izby Gmin z okręgu Sussex
- 1660–1681: John Pelham
- 1660–1661: Henry Goring
- 1661–1667: John Ashburnham
- 1667–1679: William Morley
- 1679–1679: John Lewknor
- 1679–1681: Nicholas Pelham
- 1681–1685: William Thomas
- 1681–1685: John Fagg
- 1685–1689: Henry Goring
- 1685–1689: Thomas Dyke
- 1689–1698: John Pelham
- 1689–1701: William Thomas
- 1698–1701: Robert Orme
- 1701–1701: Henry Lumley
- 1701–1701: John Miller
- 1701–1702: William Thomas
- 1701–1702: Henry Peachey
- 1702–1705: Thomas Pelham
- 1702–1705: Henry Lumley
- 1705–1708: John Morley Trevor Starszy
- 1705–1708: George Parker
- 1708–1710: Henry Peachey
- 1708–1710: Peter Gott
- 1710–1713: Charles Eversfield
- 1710–1713: George Parker
- 1713–1715: Henry Campion
- 1713–1715: John Fuller
- 1715–1722: James Butler
- 1715–1728: Spencer Compton, wigowie
- 1722–1754: Henry Pelham, wigowie
- 1728–1742: James Butler
- 1742–1747: Charles Sackville, hrabia Middlesex
- 1747–1767: John Butler
- 1754–1768: Thomas Pelham, wigowie
- 1767–1790: lord George Lennox
- 1768–1774: Richard Harcourt
- 1774–1780: Thomas Spencer Wilson
- 1780–1801: Thomas Pelham
- 1790–1807: Charles Lennox
- 1801–1812: John Fuller
- 1807–1812: Charles William Wyndham
- 1812–1820: Godfrey Webster
- 1812–1831: Walter Burrell
- 1820–1830: Edward Jeremiah Curteis
- 1830–1832: Herbert Barrett Curteis
- 1831–1832: lord John George Lennox